# Igdalen

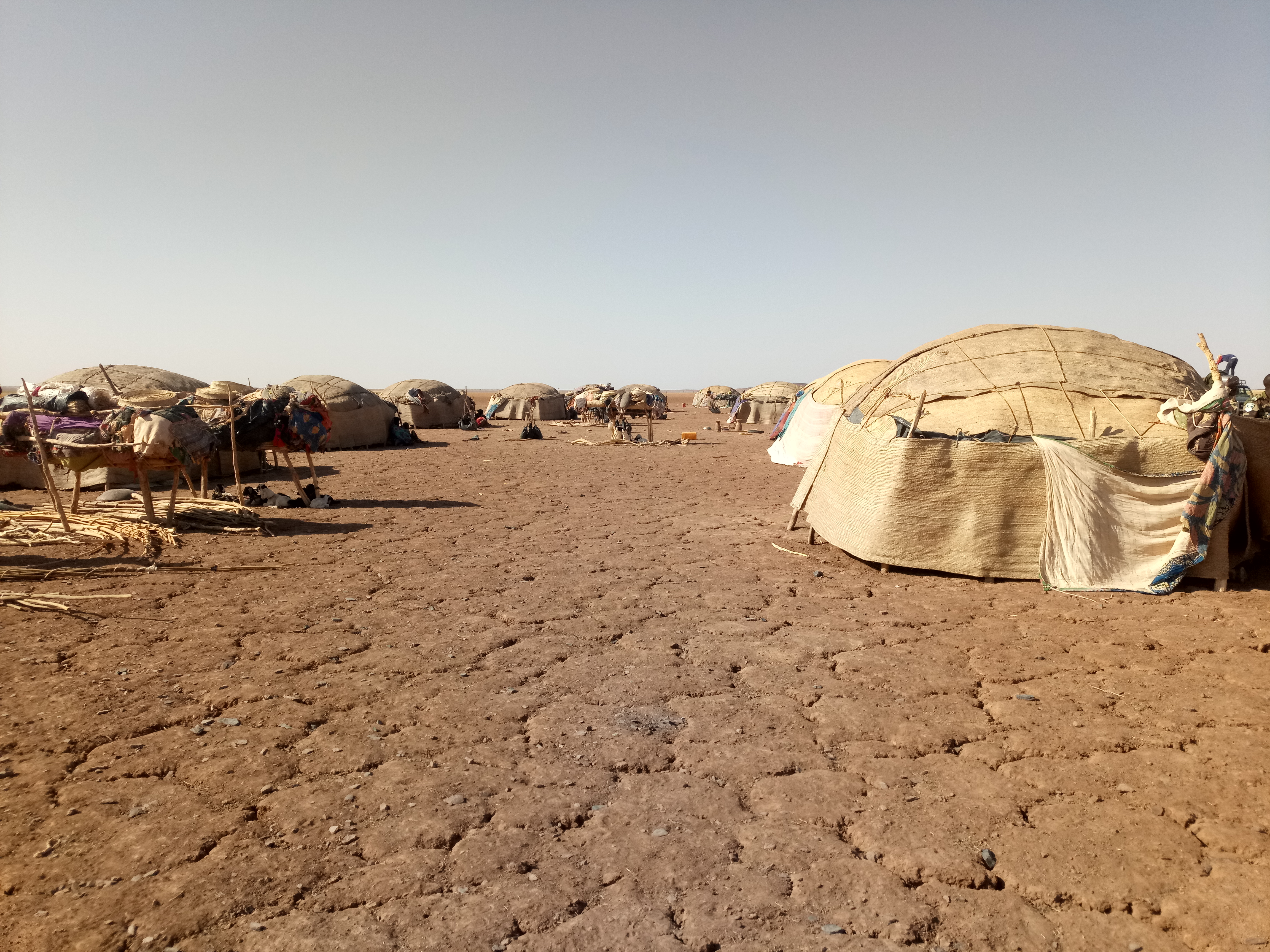
Habitat nomade des Igdalen dans le département d'Ingall.

Les Igdalen (variantes Ighdalen, Ighedalen Igdalan, sing, Agdal) sont une tribu touarègue du massif de l'Aïr (Niger).
Cette tribu atypique parle un dialecte du songhaï.